# Oasis du Fayoum
Pour les articles homonymes, voir Fayoum.
L'oasis du Fayoum (ou oasis Al-Fayoum) est une dépression (-36 m) dans le désert située immédiatement à l'ouest du Nil, au sud du Caire, la capitale de l'Égypte.

## Étymologie
Le nom Fayoum provient de l'ancien égyptien « pa-yom », le lac.

## Géographie

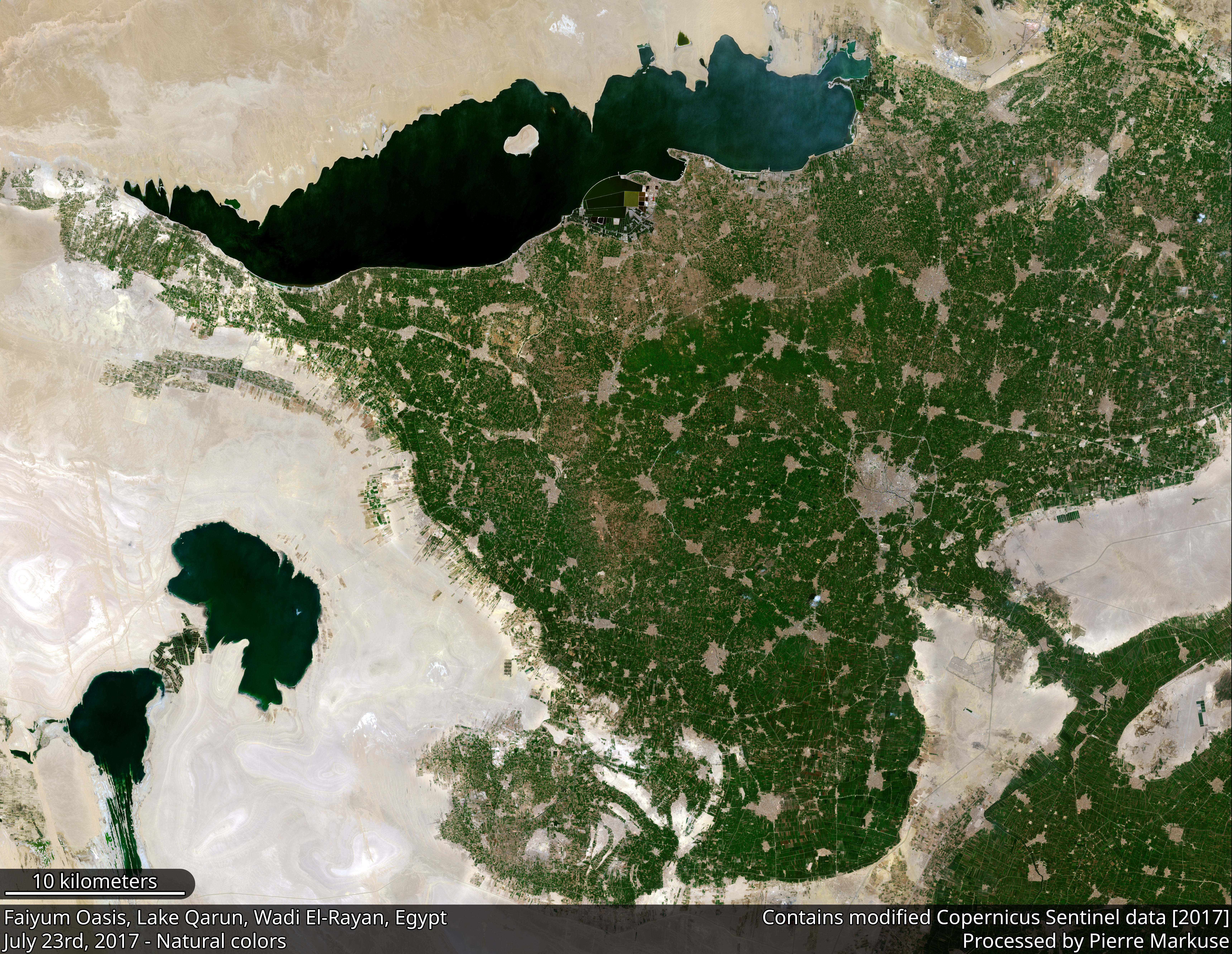
L'oasis du Fayoum vue par satellite.

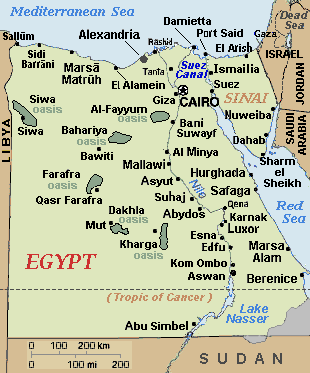
Carte des principales oasis d’Égypte.

Son bassin, couvrant une superficie estimée entre 1 270 km2 et 1 700 km2, comprend des champs arrosés par un canal drainant les eaux du Nil, le Bahr Youssouf, creusé dans une dépression du désert. Le Bahr Youssouf vire à l'ouest traversant une étroite langue de terre au nord d'Ihnasya, entre les sites archéologiques d'El-Lahoun et Kôm Médinet Ghourob près de Hawara. Il se ramifie ensuite, approvisionnant en eau les riches terres agricoles du bassin du Fayoum, avant de se jeter dans un grand lac d'eau salée, le lac Moéris.

## Histoire
La région est cultivée depuis environ 6 500 ans (-4500) : néolithique du Fayoum.
La construction du canal Bahr Youssouf (rivière de Joseph), vers -2300, permet d'irriguer l'oasis depuis le Nil.
L'actuelle Médinet el-Fayoum est bâtie sur le site de la ville de Sh-d-y-t (Shedet) de l'Égypte antique, appelée par les Grecs anciens Crocodilopolis, ville principale du Nome inférieur du Laurier rose.

## Littérature
Paulo Coelho dans L'Alchimiste prend l'oasis de Fayoum pour étape dans le périple du narrateur en quête du trésor lui permettant de réaliser sa Légende personnelle.